# Casa de las Cinco Torres
La casa de las Cinco Torres es un conjunto homogéneo de inmuebles situado en la Plaza de España, en la ciudad de Cádiz (España). Se trata de cinco casas diferentes levantadas sobre una manzana de grandes proporciones, que se construyeron hacia 1771 y son de estilo barroco, de transición al neoclásico. Está catalogado como Bien de Interés Cultural.

## Descripción
Está formado por las fincas números 5-D, 6, 7, 8 y 9 de la Plaza de España en la ciudad de Cádiz. A pesar de ser fincas independientes forman un conjunto de carácter homogéneo, presentando características singulares. Cada casa cuenta con cuatro plantas, un pequeño patio interior y torre. Los cuerpos de las fachadas se separan por medio de cornisas y, a ellos, se abren vanos formando balcones y cierros, menos en la planta baja, donde se abren ventanas. 
Todas las casas tenían portada, aunque actualmente faltan las de los números 5D y 6. Eran iguales y ocupaban los dos primeros cuerpos, resolviéndose mediante un vano rectangular sobre el que va un balcón, enmarcándose el conjunto por dos pilastras de capitel toscano que recorren ambas plantas y cuyos fustes se decoran con pinjantes bajo los capiteles. Los antepechos se decoran con pináculos de murete mixtilíneo en donde van los pinjantes. Los patios, pequeños, se resuelven con galerías.
Todas las torres son de planta cuadrada, del tipo garita, a excepción de la casa número 5-D, que es poligonal. Hacen línea con la fachada, elevándose un piso, e integrándose en ella al curvarse la cornisa de la última planta hasta alcanzar la base de los balcones de las torres. Estas se unen a los pretiles por muretes mixtilíneos con pináculos. El cuerpo se remata por cornisas, sobre las que va un antepecho liso con pináculo, rematado en perfil mixtilíneo en cada esquina. La torre situada en el edificio que hace esquina lleva en ésta dos pilastras de capitel toscano que conjuntan con las demás que van en las restantes plantas inferiores.
Las garitas ocupan el centro de las azoteas y son de madera, recubiertas por chapas de zinc. Son de tambor octogonal y se rematan por cornisa, abriéndose alternativamente en sus caras vanos rectangulares. Las cupulillas se coronan por remates decorativos.